# دلقک‌ماهی صورتی
دلقک‌ماهی صورتی (نام علمی: Amphiprion perideraion) گونه‌ای دلقک‌ماهی از سرده دواره‌ای‌ها است که از استرالیای شمالی تا مجمع‌الجزایر مالایی و ملانزی پراکنده است.

## نگارخانه

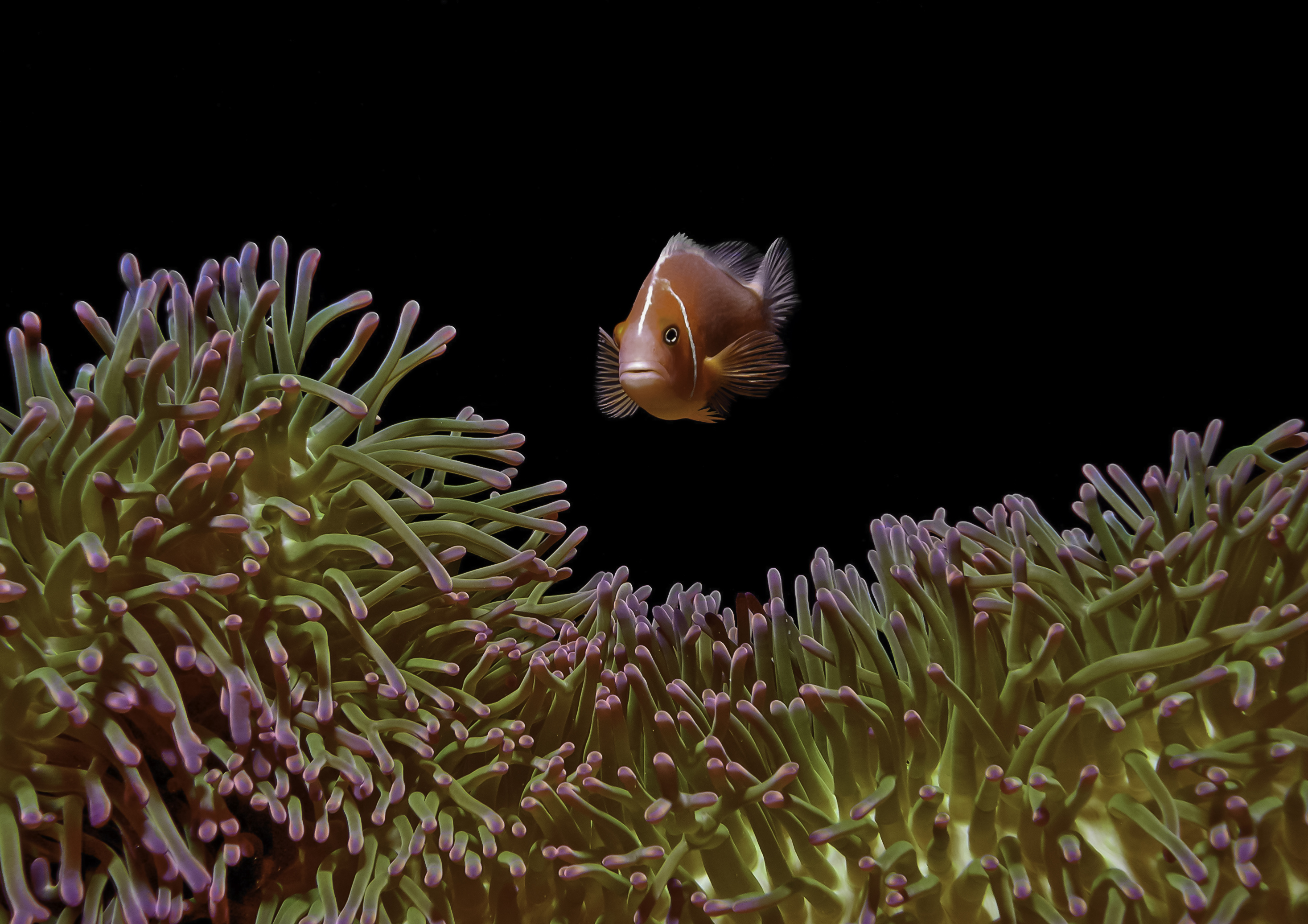
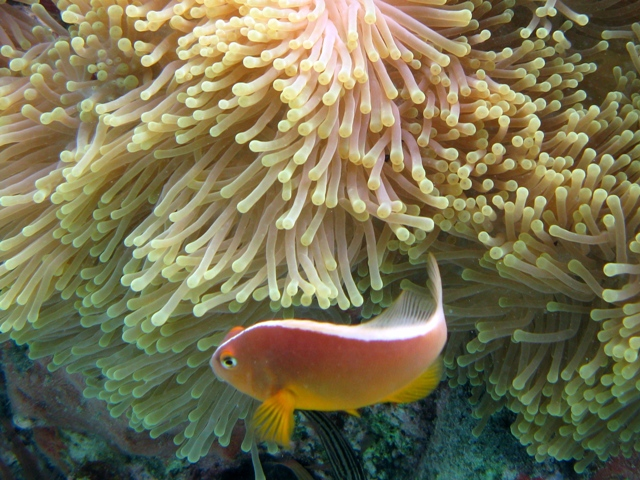
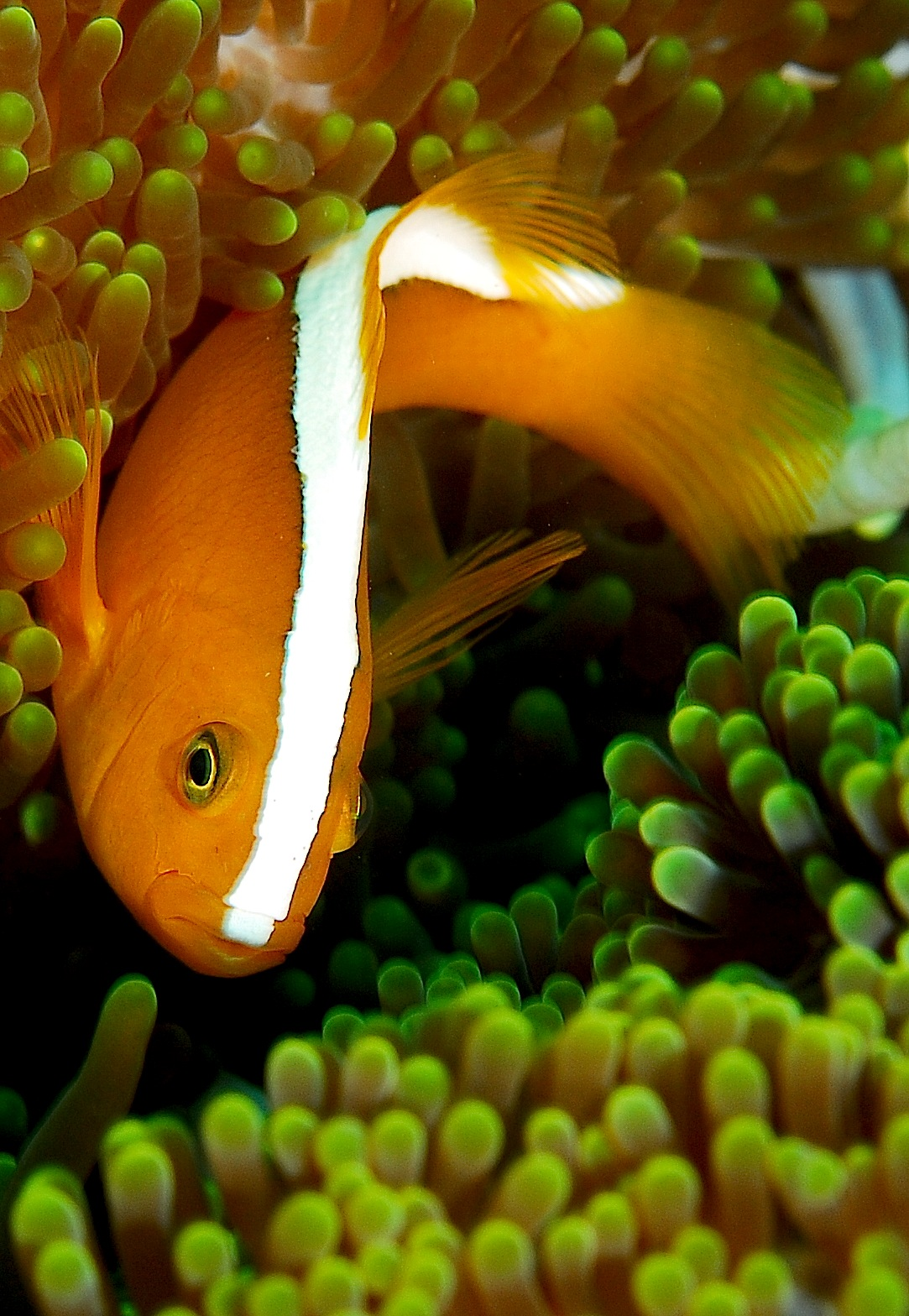
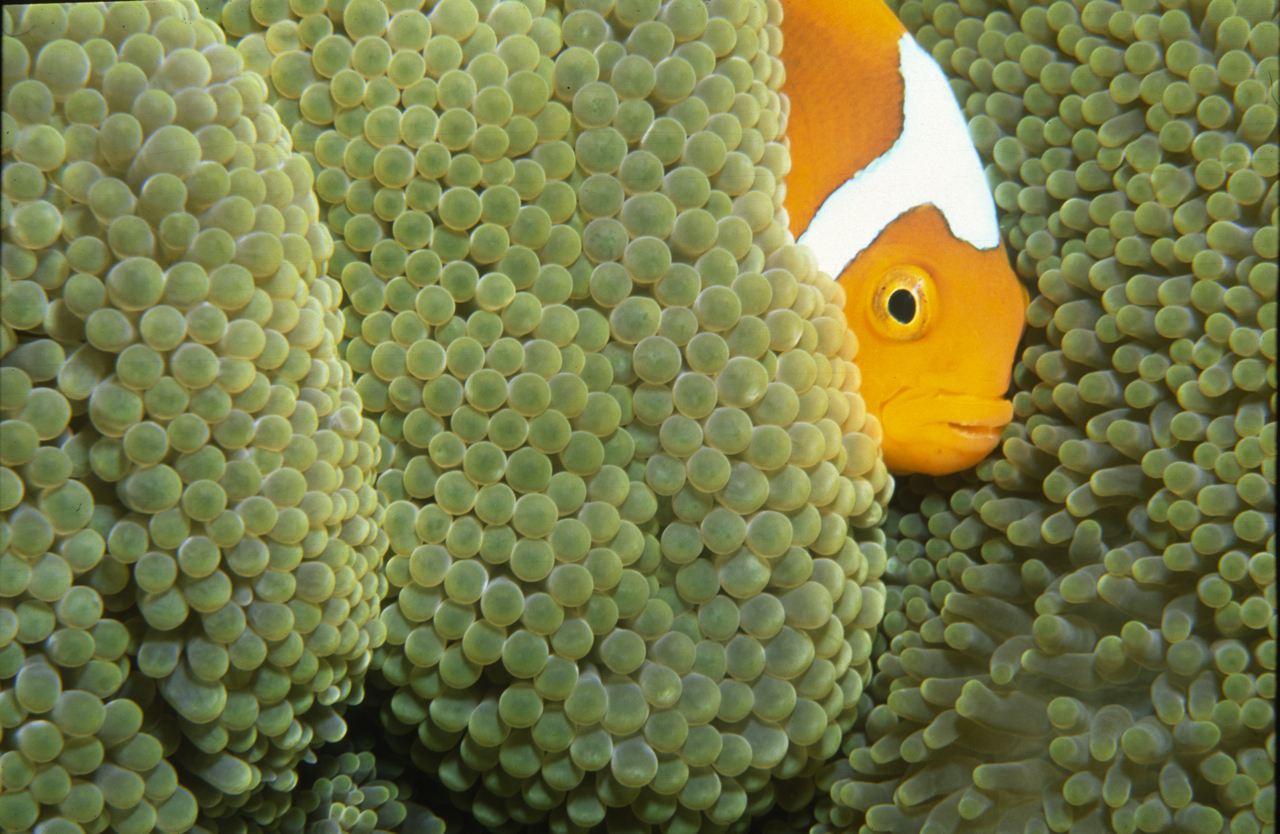
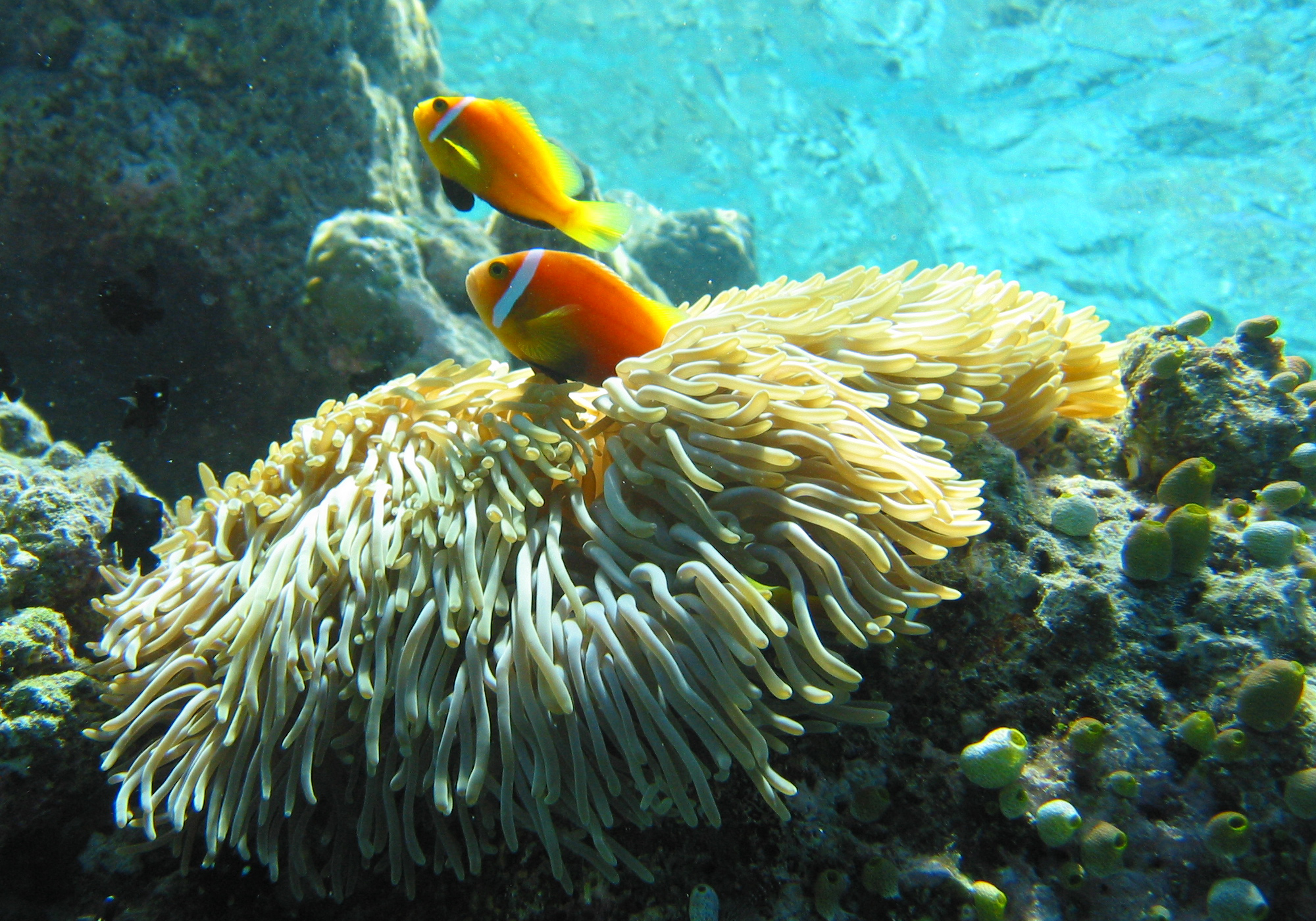